# Рандал Гарет
Гордън Рандъл Филип Дейвид Гарет (на английски: Gordon Randall Phillip David Garrett) е американски писател на научна фантастика.

## Биография и творчество
Роден в Лексинтън, щат Мисури, и е завършил Техническия университет в Тексас. Първото му публикувано научнофантастично произведение е разказа „Probability Zero“, който излиза на страниците на списание „Astounding Science Fiction“ през 1944 г. След това той е постоянен автор на това списание.
Под различни псевдоними са публикувани много негови произведения, написани в съавторство с Робърт Силвърбърг, който работи в същото списание. От произведенията написани през този период от неговата кариера най-популярни стават романите „The Shrouded Planet“ (1957) и „The Dawning Light“ (1959) от цикъла „Нидора“. Рандал Гарет става много популярен сред читателите на научна фантастика в Америка след излизането на цикъла за Лорд Дарси (1967), който е негов самостоятелен и се състои от един роман и множество разкази. Той не се ограничава в рамките на жанра на класическата научна фантасика, а пише множество произведения, представляващи пародия на фантастика, както и много хумористични разкази.
Рандал Гарет умира на 31 декември 1987 г.

## Текстография

### Цикли

#### Цикъл „Nidorian“ (с Робърт Силвърбърг)
- The Shrouded Planet
- The Dawning Light

#### Цикъл „Nidorian“ – разкази (с Робърт Силвърбърг)
- The Chosen People
- False Prophet
- The Promised Land
- All the King's Horses

#### Цикъл „Psi-Power“ (сЛоранс Дженифър)
- That Sweet Little Old Lady
- The Impossibles
- Supermind

#### Цикъл „Lord Darcy“
- A Case of Identity
- The Eyes Have It
- The Muddle of the Woad
- Too Many Magicians
- A Stretch of the Imagination
- A Matter of Gravity
- The Ipswich Phial
- The Sixteen Keys
- The Spell of War
- Murder and Magic
- The Napoli Express
- Lord Darcy Investigates
- Lord Darcy

#### Цикъл „Gandalara“ (& Vicki Ann Heydron)
- The Steel of Raithskar
- The Glass of Dyskornis
- The Bronze of Eddarta
- The Well of Darkness
- The Search for Ka
- Return to Eddarta
- The River Wall

### Романи
- Anything You Can Do ...
- Pagan Passions (& Лари Харис)
- Unwise Child

### Повести и разкази (сРобърт Силвърбърг)
- A Little Intelligence
- Calling Captain Flint
- Catch a Thief
- Gambler's Planet
- Hero from Yesterday
- House Operator
- Sound Decision
- The Alien Dies at Dawn
- The Beast with Seven Tails
- The Girl from Bodies, Inc.
- The Great Kladnar Race
- The Mummy Takes a Wife
- The Secret of the Shan
- The Slow and the Dead

### Повести и разкази
- ...And Check the Oil
- ...Nor Iron Bars...
- ...Or Your Money Back
- A Bird in the Hand
- A Fortnight of Miracles
- A Pattern for Monsters
- A Spaceship Named McGuire
- A Trip to Anywhen
- Anchorite
- And Then He Was Two
- Backstage Lensman
- Belly Laugh
- Blessed Are the Murderous
- But, I Don't Think
- By Proxy
- Code in the Head
- Color Me Deadly
- Cum Grano Salis
- Damned If You Don't
- Dead Giveaway
- Death to the Earthman
- Despoilers of the Golden Empire
- Fifty Per Cent Prophet
- Fighting Division
- Fimbulsommer (& Майкъл Кърланд)
- Frost and Thunder
- Gentlemen: Please Note
- Gift from Tomorrow
- Hanging by a Thread
- Heist Job on Thizar
- Hepcats of Venus
- His Master's Voice
- I've Got a Little List
- In Case of Fire
- Infinite Resources
- Intelligence Quotient
- Just Another Vampire Story
- Keepersmith
- Lauralyn
- Look Out! Duck!
- Machine Complex
- Masters of the Metropolis (& Лин Картър)
- Mustang
- Needler
- No Connections
- On the Martian Problem
- Overproof
- Penal Servitude
- Pest (& Лоу Табаков)
- Plague Planet
- Polly Plus
- Prehistoric Note
- Pride and Primacy
- Psichopath
- Puzzle in Yellow
- Quick Cure
- Random Choice
- Reading the Meter
- Ready, Aim, Robot!
- Satellite of Death
- Small Miracle
- Something for the Woman
- Something Rich and Strange (& Аврам Дейвидсън)
- Spatial Delivery
- Spatial Relationship
- Suite Mentale
- The Asses of Balaam
- The Best Policy (Честността е най-добрата политика)
- The Bitter End
- The Blaze of Noon (& Аврам Дейвидсън)
- The Bramble Bush
- The Briefing
- The Convincer
- The Day the Gods Fell
- The Destroyers
- The Final Fighting of Fion Mac Cumhaill
- The Foreign Hand-Tie
- The Genius
- The Highest Treason
- The Horror Out of Time
- The Hunting Lodge (Ловната хижа)
- The Inquisitor
- The Man Who Collected Women
- The Man Who Hated Mars
- The Man Who Knew Everything
- The Man who Talked to Bees
- The Measure of A Man
- The Penal Cluster
- The Queen Bee
- The Unnecessary Man
- The Waiting Game
- The Wishing Stone
- There's No Fool
- Thin Edge
- Time Fuze
- Tin Lizzie
- Two to the Stars
- Viewpoint
- What the Left Hand Was Doing
- What's Eating You?
- With All the Trappings
- With No Strings Attached
- Witness for the Persecution